# Núi St. Helens
Núi St. Helens là một núi lửa tầng đang hoạt động ở quận Skamania ở tiểu bang Washington, Hoa Kỳ. Núi này nằm ở phía nam bang Washington, là một phần của dãy núi Cascade. Ngọn núi này nằm cách Seatle 154 km về phía nam, và cách Portland, Oregon 85 km về phía đông bắc. Tên St. Helens được đặt theo tên của nhà ngoại giao người Anh Lord St Helens, là bạn của nhà thám hiểm George Vancouver, người đã thám hiểm vùng này vào cuối thể kỷ 18. Núi lửa này thuộc dãy núi Cascade và là một phần của cung núi lửa Cascade thuộc vành đai lửa Thái Bình Dương, vành đai này bao gồm hơn 160 núi lửa đang hoạt động.
Vụ phun trào nổi tiếng diễn ra vào ngày 18 tháng 5 năm 1980, là vụ phun trào núi lửa gây thiệt hại nặng nề trong lịch sử Hoa Kỳ, làm 57 người chết; 250 ngôi nhà, 47 cây cầu, 24 km đường sắt và 198 km đường cao tốc bị phá hủy. Vụ phun trào tạo ra các dòng lũ đá, san bằng các khu rừng phía bắc của ngọn núi với diện tích gần 600 km², phun tro cao hàng trăm mét và theo gió phát tán khắp vùng Tây Bắc Hoa Kỳ làm tối cả một vùng và phần phía bắc của nó bị sập sau đó từ độ cao 2.950 m giảm xuống 2.550 m, tạo thành một miệng núi lửa dạng móng ngựa rộng 1,6 km.. Công trình kỷ niệm núi lửa quốc gia núi St. Helens được thành lập để bảo tồn và làm nơi nghiên cứu khoa học.
Cũng như hầu hết các núi lửa khác trong dãy Cascade, núii St. Helens có dạng hình nón phun trào lớn bao gồm dung nham xen kẽ với tro, đá bọt, và các trầm tích khác. Núi bao gồm các lớp bazan và andesit bị xuyên cắt bởi các vòm dung nham dacit khi chúng phun trào. Vòm lớn nhất tạo thành phần đỉnh trước đây và phần sườn phía bắc có vòm Goat Rocks nhỏ hơn, và cả hai đã bị phá hủy trong vụ phun trào năm 1980.

## Đặc điểm địa lý

### Tổng quan

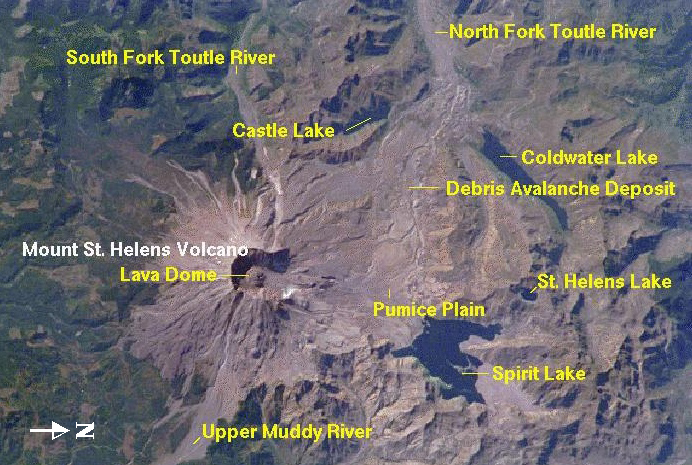
Núi St. Helens và khu vực xung quanh nhìn từ không gian

Núi St. Helens cách núi Adams 72 km, thuộc phần phía tây của dãy núi Cascade. Hai núi lửa chị-em này cách đỉnh núi cao nhất dãy núi Cascade là núi Rainier 80 km. Núi Hood, đỉnh núi lửa chính gần nhất trong vùng Oregon, cách núi St. Helens 100 km về phía đông nam.
Núi St. Helens có tuổi địa chất trẻ khi so sánh với các núi lửa chính khác trong dãy núi Cascade. Nó được hình thành chỉ trong vòng 40.000 năm trở lại đây và đỉnh núi hình nón trước năm 1980 bắt đầu nâng lên cách đây khoảng 2.200 năm. Đây là núi lửa hoạt động mạnh nhất của dãy Cascades trong thế Holocen (cách đây khoảng 10.000 năm).
Trước vụ phun trào năm 1980, núi St. Helens là đỉnh núi cao thứ 5 tại Washington. Nó có thế nằm rất nổi bật so với các đồi xung quanh do tính đối xứng, tuyết phủ kéo dài trên đỉnh hình nón nên nhiều người đặt tên nó là "núi Phú Sĩ của Mỹ" (xem thêm núi Phú Sĩ), và phần đỉnh của nó nhô cao hơn phần chân núi 1.500 m, với các sườn núi hòa vào các sống núi cận kề. Núi rộng 9,7 km ở phần chân núi, nơi có độ cao 1.300 m ở phía đông bắc và 1.200 m ở các nơi khác. Tại ranh giới với đường cây gỗ (ranh giới màu xanh - xám nâu trên ảnh vệ tinh) tiền phun trào, chiều rộng của hình nón này là 6,4 km.
Các dòng suối bắt nguồn từ núi lửa này đổ vào 3 hệ thống sông chính: sông Toutle ở phía bắc và tây bắc, sông Kalama ở phía tây, và sông Lewis ở phía nam và đông. Các dòng suối này được cung cấp nước từ nước mưa và tuyết tan. Lượng mưa trung bình hàng năm vào khoảng 3.600 mm, và bề dày của lớp băng tại phần trên của các sườn núi có thể đạt đến 4,9 m. Sông Lewis bị ngăn bởi 3 đập thủy điện. Các mặt phía đông và nam của núi lửa tập trung nước vào một hồ chứa ở thượng nguồn, hồ Swift ở phía nam đỉnh núi lửa.
Mặc dù núi St. Helens thuộc quận Skamania, Washington, nhưng các tuyến đường đi đến đây đều phải đi qua quận Cowlitz nằm ở phía tây. Quốc lộ 504 Washington có tên gọi địa phương là Spirit Lake Memorial Highway, nối với tuyến đường có mật độ xe lưu thông cao là Interstate 5 tại lối ra 49, cách núi 55 km về phía tây. Tuyến đường cao tốc bắc-nam chính này đi men theo các thành phố Castle Rock, Longview và Kelso dọc theo sông Cowlitz, và xuyên qua vùng đô thị Vancouver, Washington–Portland, Oregon ít nhất là 80 km về phía tây nam. Khu dân cư gần núi lửa nhất là Cougar, Washington, nằm trong thung lũng sông Lewis cách 18 km về phía nam-tây nam của đỉnh núi. Rừng quốc gia Gifford Pinchot bao bọc xung quanh núi St. Helens.

### Sông băng Crater và các sông băng vách đá khác
Trong suốt mùa đông năm 1980-1981, một sông băng mới đã xuất hiện và tên gọi chính thức hiện nay của nó là sông băng Ctrater (nghĩa là sông băng miệng núi lửa) thay cho tên cũ là sông băng Tulutson. Bị giới hạn bởi vách của miệng núi lửa và được cung cấp bởi các đợt tuyết rơi mạnh cũng như các đợt tuyết lở lặp đi lặp lại, lớp băng dày lên một cách nhanh chóng với tốc độ 4,3 m mỗi năm. Năm 2004, nó bao phủ trên diện tích khoảng 0,93 km², và bị phân cắt bởi một vòm thành cánh phía đông và phía tây. Thông thường vào cuối mùa hè, sông băng trông có vẻ sẫm màu hơn do đá rơi xuống từ thành miệng núilửa và tro của các đợt phun trào. Vào năm 2006, lớp băng có bề dày trung bình 100 m và bề dày lớn nhất 200m, gần bằng bề dày của sông băng Carbon cổ hơn và lớn hơn trên núi Rainier. Tất cả băng được hình thành sau năm 1980 làm cho sông băng có tuổi địa chất rất trẻ, tuy nhiên dung lượng của sông băng mới này gần như bằng với tổng dung lượng các sông băng trước năm 1980.
Với sự tái hoạt động núi lửa gần đây vào năm 2004, các khối băng ở hai phía bị đẩy ra xa nhau và bị nâng lên do sự phát triển của các vòm núi lửa mới. Bề mặt sông băng, trước đó hầu như không có kẽ nứt, đã trở thành một mớ lộn xộn bao gồm các thác băng bắt chéo nhau với các khe nứt và các khối băng do sự chuyển động của núi. Các vòm mới gần như đã chia tách sông băng Crater thành nhánh phía đông và nhánh phía tây. Mặc cho hoạt động núi lửa, điểm cuối cùng của sông băng vẫn đang tiến lên, với sự tăng tiến nhẹ ở nhánh phía tây và sự tăng tiến rõ nét hơn ở nhánh phía đông được che bóng nhiều hơn. Do sự tăng tiến, hai nhánh của sông băng đã nối lại cùng nhau vào cuối tháng 5 năm 2008 và như thế sông băng đã bao quanh trọn vẹn các vòm dung nham. Ngoài ra, kể từ năm 2004, các sông băng mới cũng đã hình thành trên thành miệng núi lửa phía trên các khối đá và băng cung cấp cho sông băng Crater thành bề mặt của nó ở phía dưới; ở đây có 2 sông băng vách đá về phía bắc của nhánh phía đông của sông băng Crater.

## Lịch sử địa chất

### Các giai đoạn phun trào cổ xưa

Kiến tạo mảng của dãy núi Cascade

Các giai đoạn phun trào trước đây của St. Helens là vào thời "Ape Canyon Stage" (cách đây khoảng 40-35 ngàn năm), "Cougar Stage" (cách đây 20-18 ngàn năm), và "Swift Creek Stage" (cách đây 13-8 ngàn năm). Giai đoạn phun trào hiện đại kể từ 2500 TCN được gọi là "Spirit Lake Stage". Nhìn chung, các giai đoạn trước Spirit Lake stages được gọi là các "giai đoạn cổ". Các giai đoạn cổ và hiện đại khác nhau cơ bản về thành phần dung nham phun trào; các dung nham cổ bao gồm hỗn hợp của dacit và andesit, trong khi giai đoạn hiện đại thành phần thay đổi hoàn toàn ngược lại từ bazan olivin đến andesit và dacit).
St. Helens bắt đầu cao lên trong thế Pleistocen cách đây 37.600 năm, trong suốt giai đoạn Ape Canyon, với thành phần gồm tro và đá bọt nóng của dacit và andesit. Cách đây 36.000 năm, dòng lũ bùn lớn đã đổ xuống từ đỉnh núi lửa; các dòng lũ bùn này có vai trò quan trọng trong các chu kỳ phun trào của núi St. Helens. Phun trào trong giai đoạn Ape Canyon kết thúc cách đây 35.000 năm và sau đó là thời kỳ tương đối yên tĩnh kéo dài 17.000 năm. Các phần của nói núi lửa cổ bị vỡ ra và được vận chuyển đi nơi khác bởi các sông băng cách đây 14.000 đến 18.000 năm trong suốt giai đoạn cuối của thời kỳ băng hà hiện tại.
Giai đoạn phun trào thứ 2 (Cougar Stage) bắt đầu cách đây 20.000 năm và kéo dài 2.000 năm. Dòng mảnh vụn gồm đá bọt và tro nóng cùng với dung nham phát triển mạnh trong suốt giai đoạn này. Một giai đoạn ngủ yên khác kéo dài 5.000 năm sau đó, để bắt đầu cho giai đoạn phun trào Swift Creek. Trong giai đoạn sau này chủ yếu bao gồm các dòng mảnh vun, phát triển các vòm và lớp phủ cùng với tephra, giai đoạn này kết thúc cách đây 8.000 năm.

### Giai đoạn phun trào Smith Creek và Pine Creek
Sau giai đoạn ngủ yên kéo dài khoảng 4.000 năm, một giai đoạn tái phun trào cách đây 2500 TCN hay còn gọi là giai đoạn phun trào Smith Creek. Đặc trưng của giai đoạn này là phun tro và đá bọt mày vàng nâu bao phủ hàng ngàn dặm vuông. Vụ phun trào vào năm 1900 TCN là vụ phun trào lớn nhất của núi St. Helens trong thế Holocen với các bằng chứng là khối lượng các lớp tephra tích tụ trong giai đoạn này. Giai đoạn phun trào này kết thúc cách đây khoảng 1600 TCN và để lại một lớp vật liệu trầm tích dày 46 cm kéo dài 80 km mà bây giờ thuộc công viên quốc gia núi Rainier. Các dấu vết tích tụ còn được phát hiện ở công viên quốc gia Banff thuộc Alberta về phía đông bắc, và phía đông nam và đông Oregon. Tổng thể tích vật liệu phun trào lên đến 10 km3 trong vòng bán kính này, và sau đó là giai đoạn ngủ yên khoảng 400 năm.
Núi St. Helens thức dậy khoảng vào năm 1200 TCN - giai đoạn phun trào Pine Creek. Giai đoạn này kéo dài cho đến năm 800 TCN và đặc trưng bởi các đợt phun trào có khối lượng vật chất phun ra ít hơn. Các dòng mảnh vụn gần như nóng đỏ, đặc tràn xuống từ sườn của St. Helens và chảy đến gần các thung lũng cạnh đó. Dòng lũ bùn lớn lấp đi một phần của thung lũng sông Lewis kéo dài 64 km trong khoảng thời gian từ 1000 TCN đến 500 TCN.

### Gác giai đoạn phun trào Castle Creek và Sugar Bowl
Giai đoạn phun trào tiếp theo có tên gọi là Castle Creek, giai đoạn này bắt đầu vào khoảng 400 TCN, và thành phần dung nham thay đổi với nhiều olivine và basalt hơn. Đỉnh hình nón trước năm 1980 bắt đầu hình thành trong giai đoạn Castle Creek. Thêm vào đó, các dòng dung nham thường chứa nhiều mảnh vụn và bột là điểm đặc trưng trong giai đoạn này. Các dòng dung nham andesit và bazan lớn phủ nhiều phần của núi, bao gồm một dòng có tuổi khoảng 100 TCN chảy tràn trong các thung lũng sông Lewis và Kalama. Các dòng khác như Cave Basalt chảy dài đến 9 dặm (14 km) từ nơi phun trào. Trong suốt thế kỷ thứ nhất, các dòng bùn di chuyển 30 dặm (50 km) xuống các thung lũng sông Toutle và Kalama và có thể đã đến sông Columbia. Sau đó là giai đoạn ngủ yên 400 năm.
Giai đoạn phun trào Sugar Bowl diễn ra trong khoảng thời gian ngắn và có những điểm khác biệt với các giai đoạn khác trong lịch sử phun trào của núi St. Helens. Nó đã tạo ra vụ nổ trực tiếp theo phương thẳng ngang rõ ràng trước vụ phun trào năm 1980. Trong giai đoạn Sugar Bowl, núi lửa lần đầu tiên phun trào một cách êm lặng tạo thành địa hình vòm, sau đó phun trào dữ dội ít nhất tạo ra 2 lần thể tích tephra, tích tụ vật liệu của vụ nổ, dòng mảng vụn (pyroclastic) và lahar.